# Gomphomastax nigrovittata
Gomphomastax nigrovittata är en insektsart som beskrevs av Usmani 2008. Gomphomastax nigrovittata ingår i släktet Gomphomastax och familjen Eumastacidae. Inga underarter finns listade i Catalogue of Life.